# Хагада
Хагада (јев./хеб.; дословно: „прича”) је књига у којој је записан текст породичног обреда за Седер-вече, за Песах, заснована на библијској причи о изласку Јевреја из Египта. Она садржи одговарајуће стихове из Библије и доста мидраша о њима, као и благослове за храну, псалме, химне, традиционалне молитве и упутства за спровођење самог обреда.
Хагада је мешавина многих разноликих елемената, производ спонтаног органског развоја пре него неког дефинитивног приређивања или редакције. Мада велики део њеног основног садржаја највероватније датира из времена палестинских мудраца званих танаим или још од раније, она садржи материјал из сваке фазе јеврејске историје и остаје језгро литургијских иновација и креативности и данас.
У Земаљском музеју Босне и Херцеговине чува се Сарајевска Хагада, један од највреднијих, богато илустрованих верских рукописа из средњег века написан на 142 странице пергамента.